# Бодельсхаузен
Бодельсхаузен (нем. Bodelshausen) — община в Германии, в земле Баден-Вюртемберг. 
Подчиняется административному округу Тюбинген. Входит в состав района Тюбинген.  Население составляет 5735 человек (на 31 декабря 2010 года). Занимает площадь 13,82 км².